# Huelga de brazos caídos en El Salvador de 1944
La huelga de brazos caídos se conoce como uno de los acontecimientos ocurridos en el año de 1944 en la historia de El Salvador, se llevó a cabo el 2 de mayo de 1944 con un movimiento conformado por estudiantes, empleados públicos y privados, hospitales, servicios de ferrocarril y buses, el cual hizo que el General Maximiliano Hernández Martínez depusiera su cargo del poder tras 13 años de régimen militar.

## Los tres períodos de Martínez

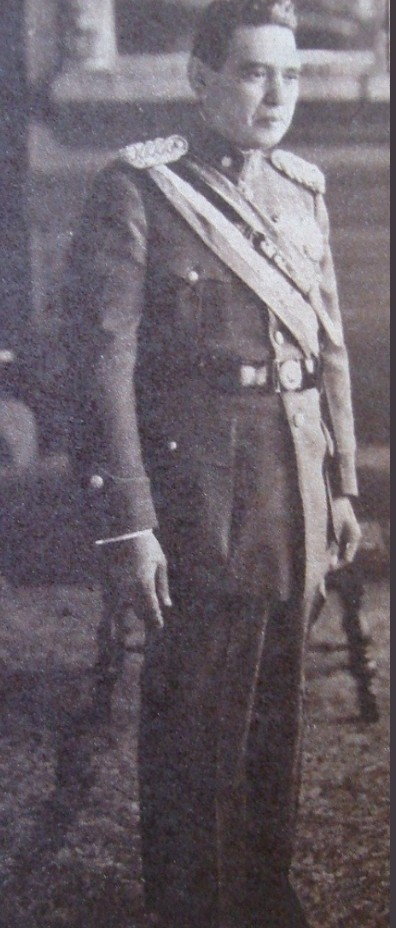
El general Martínez con la banda presidencial. Plano temporal histórico con la dictadura del general Maximiliano Hernández Martínez, trágicamente célebre por haber ordenado el etnocidio de más de 25 mil indígenas en enero de 1932, cuyo gobierno, iluminado por la adaptación caricaturesca de la teosofía, continuó hasta 1944, siendo derrocado gracias a la famosa "Huelga de Brazos Caídos" de ese año.

### Golpe de Estado de 1931
Las elecciones de 1931 fueron ganadas por una alianza conformada por Arturo Araujo, candidato del Partido Laborista, y por el general Maximiliano Hernández Martínez, candidato a vicepresidente por el conservador Partido Nacional Republicano (PNR). La Asamblea Legislativa los escogió en elección de segundo grado en vista de que ninguno de los tres candidatos había obtenido la mayoría necesaria de votos, lo que presagiaba la debilidad de dicho gobierno. En la campaña electoral, Araujo retomó muchas reivindicaciones populares, entre ellas la reforma agraria, pero no pudo cumplir. El gobierno de Araujo-Hernández asumió el poder en medio de una pavorosa crisis económica causado por el crack de la economía mundial. El incumplimiento de las promesas electorales desató movilizaciones populares que inquietaron a la oligarquía cafetalera. Las prometidas reformas de Araujo ponían en peligro de muerte a la economía cafetalera de exportación. El gobierno populista de Arturo Araujo tuvo una efímera existencia, desde el 1 de marzo al 2 de diciembre de 1931, siendo derrocado por un golpe de Estado.

### Levantamiento campesino de 1932
Los comicios municipales y legislativos de enero de 1932 fueron señalados por fraude, al punto que la directiva del Partido Comunista optó por la vía del levantamiento. Antes de la insurrección, fueron capturados varios dirigentes comunistas. El 22 de enero de 1932, tras algunos levantamientos, miles de campesinos de la zona occidental se alzaron en rebelión dirigiendo sus ataques a los puntos donde se ubicaba el poder local: las oficinas municipales y las casas de la élite. Durante tres días ocuparon algunas poblaciones hasta que el ejército, superior en número y en armamento, logró reagruparse y suprimir la rebelión. Hasta ese momento, los insurrectos habían matado entre cincuenta y cien personas.
Durante las dos semanas siguientes, como represalia, los militares sometieron a las zonas rurales del occidente con ametrallamientos, fusilamientos, colgamientos y posteriores entierros en fosas comunes. Se estima que entre 10.000 y 30 000 personas, en su mayoría civiles que no habían tenido participación directa en los levantamientos, fueron víctimas de esta masacre.

### Constitución de Martínez e intento de reelección
Después del levantamiento campesino y estabilizar al sistema capitalista, el 13 de enero de 1935 el general Maximiliano Hernández Martínez, sin mayor oposición a su Partido Pro Patria, logró la primera reelección presidencial. Al final su periodo presidencial, Hernández Martínez convocó, bajo Estado de Sitio, a una Asamblea Nacional Constituyente con el objetivo de aprobar una nueva Constitución que le permitirá otra reelección más, el estallido de la Segunda Guerra Mundial, el alineamiento con Estados Unidos y la necesidad de materias primas para abastecer las necesidades de la guerra, dieron cierta estabilidad a la dictadura de Hernández Martínez. Y con ello, intentó una nueva reelección, convocando a otra Asamblea Nacional Constituyente que reformarse la Constitución de 1939, de esa manera, una Asamblea Nacional Constituyente que no reflejaba la voluntad popular aprobó la novena Constitución de El Salvador, que entró en vigencia el 20 de enero de 1939.

## Antecedentes de la huelga

### Elecciones presidenciales de 1944
En enero de 1944, se lleva a cabo las elecciones presidenciales en la que el general Maximiliano Hernández Martínez era el único candidato con el oficialista Partido Político "Pro Patria" para postularse a un posible cuarto periodo ya que no se permitirían elecciones democráticas en el país, fue así que se realizaron dichas elecciones proclamando a Martínez como vencedor sin embargo no se obtuvieron ni se publicaron los resultados.

### Intento de Golpe de Estado al general Martínez

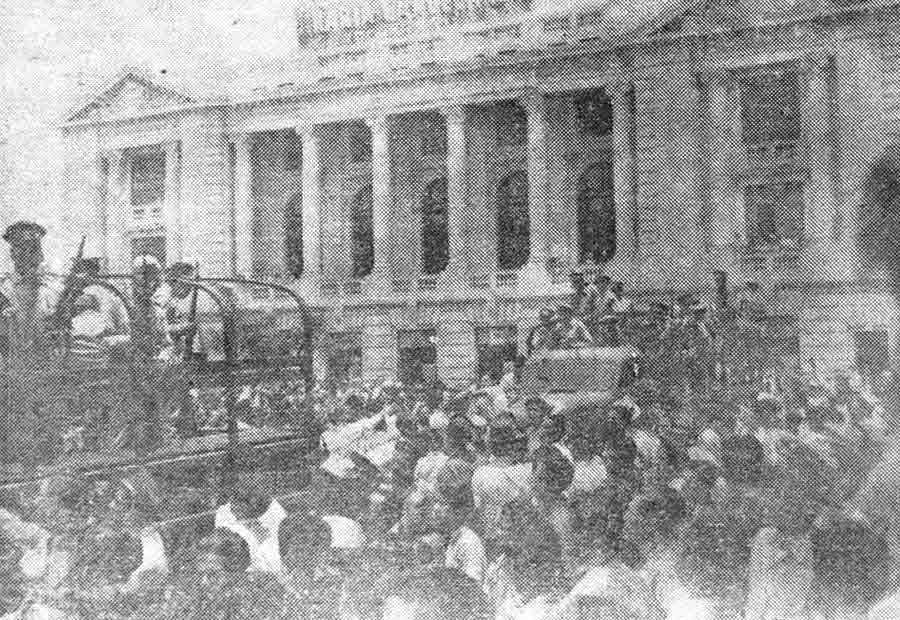
Primer intento de golpe de Estado al general Maximiliano Hernández Martínez en abril de 1944 en San Salvador.

El 2 de abril de 1944, el general Maximiliano Hernández Martínez estaba de vacaciones en un rancho privado en una playa de La Libertad, sin embargo uno de sus hombres de poder le advirtió sobre el plan de que un grupo de militares pretendían derrocarlo, fue así que Martínez salió rápidamente hacia la capital San Salvador en un carro alquilado antes de que perdiera la presidencia, el intento de derrocar a Hernández Martínez, se presume que fue elaborado por los coroneles Tito Calvo y Alfredo Aguilar, siendo aceptado por los dos líderes civiles del movimiento y férreos opositores a su régimen, el Dr. Arturo Romero y Agustín Alfaro Moran. Fue una tremenda prueba que soportó el general Hernández Martínez y tuvo la suerte de sortear la rebelión porque además de ocurrencias fortuitas que lo favorecieron, es innegable la capacidad militar desplegada por él en esos difíciles momentos.
El punto básico de la operación era la captura del presidente, para ello debían informarse cuando este saliera de San Salvador, el encargado de este cometido era Mario Sol pues acostumbraba visitar sus propiedades algodoneras o algún balneario de la zona. Las unidades comprometidas de occidente, al estallar la rebelión, y después de capturar al personal leal, debían converger con las fuerzas del regimiento de caballería. La principal falla del plan, algo que debió pensarse con más acierto, fue la propaganda que se hizo del golpe por la radio al pueblo salvadoreño, se quería desmoralizar a los oficialistas al anunciar que el dictador había sido derrocado. De esta forma supo el general de todo lo que sucedía, enterándose de cuales cuerpos militares que estaban comprometidos en la rebelión. Aunque el golpe trato de llevarse a cabo, no pudo derrocar a Hernández Martínez, pero sentaría la base para que el mismo capitulara tiempo después.
Ante estos hechos Martínez condenó a los militares que intentaron dar el golpe por los delitos de traición y sedición con la pena capital que se daba por fusilamiento.
Entre los rebeldes golpistas condenados a pena capital se encontraban: el general Alfonso Marroquín, coronel Tito Calvo y el mayor Julio Sosa. También fueron condenados con penal capital en el cementerio general los capitanes Manuel Sánchez Dueñas y Marcelino Calvo y los tenientes Antonio Gavidia Castro, Ricardo Mancía González, Miguel Ángel Linares, Ricardo Edgardo Chacón y Oscar Armando Cristales, todos fueron condenados el 10 de abril de 1944 en los patios de la Policía Nacional.
En el cementerio general fue condenado a pena capital el civil Víctor Marín el 11 de abril de 1944, el 26 de abril de 1944 fueron condenados los capitanes Carlos Piche Menéndez y Carlos Gavidia Castro y el teniente Alfonso Marín, los tenientes Héctor Cárdenas, Mario Villacorta y el civil Luis Antonio Martí.

## Huelga de brazos caídos y posterior renuncia de Martínez
La huelga de brazos caídos se le llamó al movimiento que se llevó a cabo el 2 de mayo de 1944, dicho movimiento estaba compuesto por estudiantes salvadoreños, tras el fracaso del golpe de Estado en abril se dio esta huelga.
El movimiento estudiantil salvadoreño tenía propuesto acabar con la dictadura de Martínez, estos realizaron esta huelga que involucraba a los estudiantes universitarios y colegios particulares, demás el comercio, las fábricas, empleados bancarios, hospitales, vendedores ambulantes y el servicio del ferrocarril, servicios de buses urbanos y luego el interurbano participaron en esta huelga.
Los ciudadanos empezaron a recapacitar que era difícil un golpe de Estado ya que dicho gobierno era fuerte, por eso se tomaron las medidas y decidieron hacer una revolución sin armas, ni fuego que tampoco implicara violencia, detener la producción como medida de presión.

### Asesinato de José Roberto Wright Alcaine
La presión que esto generó al gobierno hizo que este intentara detener todo tipo de manifestación por medio de la violencia, mientras ocurría esto el gobierno de Estados Unidos retiró el apoyo a Martínez usando la excusa del asesinato accidental de un estudiante salvadoreño-estadounidense José Wright, quien fue asesinado el 7 de mayo de 1944, debido a que se había decretado Estado de Excepción ante esto la Embajada de Estados Unidos en El Salvador a través de su embajador se uniría a la huelga y presionaría para que Martínez renunciara al cargo.
Sin embargo, también serían asesinadas otras dos personas más que se identificaron como "Romeristas" o seguidoras de Arturo Romero. 

### Renuncia de Martínez
El 9 de mayo de 1944, a eso de las 7:00 p. m. Martínez se vio obligado a deponer de su cargo a la primera magistratura ya que era incapaz de seguir con su mandato, pues no tenía capacidad de contener el avance de los jóvenes y obreros de El Salvador Ante lo acontecido Martínez terminó exiliándose de El Salvador rumbo a Guatemala se cree que también anduvo por Estados Unidos y Europa.
Martínez terminó despidiéndose con un pequeño discurso a través de la Radio Nacional:

Vamos a tratar hoy un problema de gran transcendencia para la vida del hombre, y por consiguiente para la vida de los pueblos. Vamos a explicar cuál es la base fundamental de la libertad humana o del hombre, y para esto, ruego a los oyentes que se refieren a sí mismos para encontrar esta base fundamental de la libertad humana.

El hombre ha llegado a un momento en que vive y actúa en el plano mental. El hombre es mental, y como tal se ha lanzado a ser creador, y fijémonos cómo actuamos: viene a nuestra mente una idea, esa idea perdura y el hombre continúa actuando de conformidad con esa idea, a tal grado que el hombre llega a ser dirigido por su propia mente, por su propia mentalidad. Este es el fenómeno conocido de auto-sugestión. El hombre realiza forzosamente el plan que tiene delante de sí. Pero el hombre no es un creador, perfecto o divino, pero mañana, con sus esfuerzos, llegará a ser un creador perfecto y puede sumarse al plan divino. ¿Cómo se manifiesta el hombre en su vida de relación? ya lo hemos dicho, que el hombre tiene una mente y entendimiento. El hombre siente una emoción y el hombre tiene su energía para realizar su obra y esta es la personalidad. Pero el defecto que nosotros tenemos para no ser creadores perfectos es que nuestra mente apenas abarca el mundo de la mente concreta, y esta mente sólo abarca nuestros problemas del egoísmo. Por no haber avanzado somos egoístas y esa creación tiene que estar forzada por el egoísmo nuestro, pero cuando actuamos y el egoísmo ha sido extremo, hay un juez supremo interno que nos reprende ese acto y ese juez es la conciencia: actuando en el plan de la mente. En el plena del egoísmos hay un director supremo en cada uno de nosotros y este supremo director es la conciencia, se presenta desde el ser divino que está deseoso para guiar nuestros pasos por el buen sendero, y cada vez que caemos en un error, ese yo interno, esa conciencia, ese ser divino se asoma y reprende nuestro acto malo. Muchas veces prometemos no reincidir, sin embargo la fuerza del egoísmo y nuestra emoción son tan poderosos que nos hacen reincidir. Algunos seres en el mundo reconocen que fueron grandes pecadores pero que encontraran al fin el sendero y al fin oyeron a su voz y oyendo a esa voz emendaron sus errores y fueron otros hombres y empezaron a crear en un mundo completamente distinto. Y todos tenemos experiencia en creaciones en el mundo del egoísmo y en el mundo del altruismo, porque a ratos no sentimos creadores….
Pero, nos preguntaremos: ¿Es que el hombre no procede libremente porque no permitimos la libertad absoluta del pensamiento? El hombre que se desarrolla frente a esa conciencia es diferente el hombre que se desarrolla en el Estado. Esa conciencia se adormece en la conciencia de algunos hombres, por eso el Estado es el que legisla en la época presente. Tenemos que constreñir más la libertad del hombre, porque la libertad mental puede conducir a excesos extraordinarios mucho más graves a los criminales que la ley escrita está castigando en el momento presente. ¿Por qué? Porque los hombres no tenemos un discernimiento desarrollado y muchas veces no arrastramos por elementos perversos que no llevan a extremos expuestos en la vida de relación….
Preguntémonos: ¿Quién puede oponerse a ese plan trazado de antemano? Es posible que la humanidad sufra un desequilibrio, pero la armonía debe restablecerse y esa armonía es la perfección humana, es el sumarse cada uno de nosotros a ese plan divino que es la perfección, y no hay en el mundo más que un plan que la humanidad debe perseguir y debe desarrollar y es el plan divino, la libertad del hombre por la comprensión, por el descernimiento, el acercarse el hombre al hombre para el servicio, ya que el Ser Supremo se manifiesta como servicio, como ahora y como discernimiento. La ventaja que en el momento presente tiene toda la América Latina; del Norte Central y del Sur es extraordinaria. En América hay libertad mental, a nadie se le niega esa libertad, siempre que sea para hacer el bien y para llegar a ser mañana el supremo bien. Esa libertad no se niega. Entendemos la libertad para hacer el bien….

Todo lo que es bueno para un pueblo está santificado por Dios, y lo que es bueno para un pueblo que sea egoístas es malo para los otros. Se ha creado una filosofía notablemente egoísta para satisfacción de esos hombres. Con esa filosofía no se va a ninguna parte, es necesario desarrollar una filosofía altruista, fundada en la verdad, una filosofía que esclarezca al hombre cómo es su misión en la tierra y esa misión se puede cumplir sumándose a ese plan divino, con la emoción pura y la mente también. Que América conserve su libertad y que ahonde su filosofía, no por egoísmo sino para salvar al mundo, que sólo América va quedando en el mundo para salvar los errores que provoca la guerra.

“Mañana ha de resolverse el problema del depósito de la Presidencia y ha de resolverse de conformidad con el concepto constitucional (…) “Os digo, pues, adiós”

## Exilio y Asesinato del General Martínez
En enero de 1944, se lleva a cabo las elecciones presidenciales en la que el general Maximiliano Hernández Martínez era el único candidato con el oficialista Partido Político "Pro Patria" para postularse a un posible cuarto periodo ya que no se permitirían elecciones democráticas en el país, fue así que se realizaron dichas elecciones proclamando a Martínez como vencedor sin embargo no se obtuvieron ni se publicaron los resultados.
En enero de 1944, se lleva a cabo las elecciones presidenciales en la que el general Maximiliano Hernández Martínez era el único candidato con el oficialista Partido Político "Pro Patria" para postularse a un posible cuarto periodo ya que no se permitirían elecciones democráticas en el país, fue así que se realizaron dichas elecciones proclamando a Martínez como vencedor sin embargo no se obtuvieron ni se publicaron los resultados.
En 1966, Martínez viviría sus últimos años en el Valle de Jamastrán Ubicado en el Departamento de El Paraíso en Honduras donde adquirió tierras para el cultivo de algodón, por parte de una familia de apellido Araujo, Martínez confesaría que huia de El Salvador debido a que la gente no lo aceptaba en su país, aunque volvería para la toma de posesión del Presidente Oscar Osorio en 1950, debido a que estos pertenecía al club de masonería centroamericana en la que Martínez fue miembro al igual que Oscar Osorio, Luego regresaría a Honduras donde erradicaría hasta su asesinato, posteriormente sería asesinado por su chofer José Cipriano Morales también de nacionalidad salvadoreña y hondureña a la edad de 83 años, sin pensar que ocurriría una guerra civil unos años más tarde de su fallecimiento, el domingo 15 de mayo de 1966 a eso de las 12:00 p. m. Martínez se encontraba almorzando pero José Cipriano Morales quien fue su chofer y persona de confianza, venia en estado de ebriedad se comenta que tuvo una acalorada discusión con Martínez debido a que este no le pagaba su salario por el respectivo consumo de sustancias alcohólicas, fue así que Cipriano Morales tomo un puñal y lo atacó por la espalda de 19 puñaladas abandonando el cadáver del expresidente en una bañera y robando lo que pudo de la propiedad de Martínez se especula que también colaboro una cocinera en el asesinato del mismo expresidente pero esta huyo con rumbo desconocido, Martínez vivía solo su esposa Concepción Monteagudo ya había fallecido años anteriores y sus hijos residían en El Salvador pero viajaban por temporadas para visitar a Martínez, fue así que uno de sus hijos encontró el cadáver de su padre en estado de descomposición tres días después, sus restos llegaron al Aeropuerto Internacional de Ilopango, a bordo de un avión de la Fuerza Aérea Hondureña, Una reducida concurrencia les dio sepultura hacia la caída de la tarde. Su mausoleo aún no exhibe ninguna placa con su nombre para darle digna sepultura, en la actualidad sus restos descansan en el Cementerio de los Ilustres en San Salvador, Ante esto José Cipriano Morales sería arrestado en la Ciudad de San Miguel por la Guardia Nacional condenándolo por ser el homicida del General Martínez.

## Periodo provisional de Andrés Ignacio Menéndez y posterior golpe de Estado

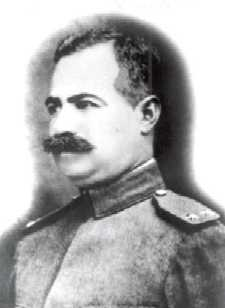
El general de brigada Andrés Ignacio Menéndez (1 de febrero de 1879-7 de junio de 1962), ocupó la presidencia provisional y fue quien ideó democratizar la nación; pero fue derrocado en octubre de 1944 por un golpe militar dirigido por el coronel Osmín Aguirre y Salinas y exiliado a Guatemala.

Andrés Ignacio Menéndez, quien fue vicepresidente en los tres periodos de Martínez tomaría el cargo con el "Régimen de palabra de Honor", se caracterizó como un periodo de reconstrucción nacional, que a su vez se enfrentaba a instituciones que continuaban intactas, sin tener un solo cambio y por lo tanto los criterios políticos del general Maximiliano Hernández Martínez, aunque ausente, aun prevalecían en la población. Se mantuvo la confusión e inestabilidad política, no se estableció claramente si se continuaría gobernando con la Constitución de 1939, o la Constitución Liberal de 1886 fue así como también si se le daba validez a las reformas de febrero de 1944, pero Menéndez se inclinaba por convocar un plebiscito sobre algo que el pueblo ya había decidido.
En enero de 1944 se llevan a cabo elecciones presidenciales en las que el general Martínez era el único candidato con el oficialista Partido Político "Pro Patria" para postularse a un posible cuarto periodo ya que no se permitirían elecciones democráticas en el país, fue así que se realizaron dichas elecciones proclamando a Martínez como vencedor sin embargo no se obtuvieron ni se publicaron los resultados.
Menéndez pretendía convocar a elecciones libres participando los candidatos opositores al régimen de Martínez entre ellos Arturo Romero, Claramount Lucero y Napoleon Viera Altamirano. La población tenia altas expectativas de que Arturo Romero ganaría las elecciones y democratizaría el país pues había sido considerado un opositor de alto rango de Martínez, además de ser un civil y un médico intelectual que dio muchos aportes a la medicina en El Salvador: Romero contaba con el apoyo de la población, algo que para la oligarquía y miembros afines al martinato pondría en peligro la estabilidad del país y posiblemente podría usar su cargo para la expansión del comunismo. Pero el 20 de octubre de 1944 sería derrocado por un golpe militar encabezado por el coronel Osmín Aguirre y Salinas quien era un fiel seguidor del martinato y este velaba por la oligarquía y fue director de la Policía Nacional durante el primer periodo provisional de Martínez acabando así el gobierno provisional de Menéndez y Osmín Aguirre y Salinas se encargaría de dirigir otro gobierno provisional, Andrés Ignacio Menéndez sería exiliado a Guatemala y luego pasaría sus últimos años en Nueva York, EE.UU, donde fallecería.
Osmín Aguirre y Salinas tomaría el cargo desde octubre de 1944 hasta marzo de 1945 donde se realizarían elecciones pero sin participación democrática dando por electo al único candidato Salvador Castaneda Castro que fue impuesto por la Oligarquía Cafetalera.
Unos años más tarde Aguirre sería asesinado por un comando guerrillero de las FPL en 1977, a los 83 años de edad, dando así a conocer como el primer expresidente interino en ser asesinado.
En enero de 1944, se llevan a cabo elecciones presidenciales en las que el general Martínez era el único candidato con el oficialista Partido Político "Pro Patria" para postularse a un posible cuarto periodo ya que no se permitirían elecciones democráticas en el país, fue así que se realizaron dichas elecciones proclamando a Martínez como vencedor sin embargo no se obtuvieron ni se publicaron los resultados.
Romero fue herido con arma blanca y torturado por militares martinistas pues según la retórica fue el mismo que lideró el intento de golpe de estado contra Martínez cosa que le valió su exilio hacia Costa Rica donde triunfaría y haría una mejor vida en ese país, sin embargo Romero moriría en un accidente de tránsito en Choluteca Honduras en 1965.